# Stația de epurare de la Glina
Stația de epurare de la Glina este un proiect finalizat care epurează apelor uzate din București.
Stația de la Glina epurează apele rezultate din canalizarea Bucureștiului, dar și a câtorva localități limitrofe.
Bucureștiul nu a avut niciodată o stație de epurare a apelor uzate, care încă se deversează în Dâmbovița, și de acolo, în final, în mare.
Stația de epurare a fost predată pentru operare companiei Apa Nova, care a primit în concesiune rețeaua de alimentare cu apă și cea de canalizare a Bucureștiului.
În cadrul proiectului va fi construită și o centrală electrică pe biogaz, care va utiliza nămolul produs în urma epurării apei.
Investiția în proiect este de 100 de milioane de euro,
din care peste 55 de milioane sunt acordate din fonduri ISPA, 10 milioane de euro constituie un împrumut făcut de municipalitate la BERD, alte 25 de milioane de euro un împrumut de la BEI și restul de până la 3 milioane de la bugetul de stat.
Volumul de ape uzate evacuate din municipiul București și localitățile limitrofe este de 354,3 milioane de metri cubi pe an, reprezentând toate apele uzate evacuate direct în Dâmbovița.
În anul 2010 se va termina prima etapă din proiectul de reabilitare a stației de la Glina, după mai bine de 20 de ani de la începerea lucrărilor.
Lipsa banilor, birocrația și incompetența funcționarilor sunt principalele stavile care au stat în calea proiectului.
în anul 2023, stația de epurare de la Glina a fost finalizată.

## Istoric
Bucureștiul nu a avut niciodată o stație de epurare a apelor uzate.
Toată canalizarea Capitalei s-a deversat mereu în Dâmbovița care a dus-o astfel în Argeș, în Dunăre și apoi în mare.
În urma lui au rămas, pe cele o sută de hectare alocate la ieșirea din București, câteva bazine uriașe și niște construcții supradimensionate, în stilul epocii, ce urmau să filtreze apa captată în caseta de canalizare de sub Dâmbovița.
Lucrurile au rămas în paragină zece ani, cu o mică pauză prin 1996 când regia de apă de atunci a încercat să pornească treapta mecanică a stației.
Atunci a intervenit un accident ecologic, soldat cu deversarea unei mari cantități de păcură în canalizare – de la o centrală termică – și nimeni n-a mai dat drumul la stația de epurare.
În 2000, la cerințele Comisiei Europene, autoritățile române au admis că Bucureștiul are nevoie de o stație de epurare, dar au mai trecut încă șapte ani până când s-au apucat efectiv de lucru.
În anul 2007, primarul de atunci al Capitalei, Adriean Videanu, împreună cu premierul Călin Popescu Tăriceanu au inaugurat lucrările la viitoarea stație.
La data de 10 octombrie 2011, Stația de Epurare a Apelor Uzate București – Glina a fost inaugurată, fiind terminată însă doar prima fază, astfel că doar 50% din apele uzate sunt epurate.
Deocamdată nici nămolul nu se incinerează, ci este depozitat în continuare la groapa de gunoi, câte 40 de tone pe zi.
Costurile s-au ridicat la 108,3 milioane de euro, din care 65% (70,4 milioane de euro) au fost suportate de Uniunea Europeană.
Autoritățile speră ca, până în 2015, să fie finalizată și etapa a doua, care va atrage investiții de 350 de milioane de euro.